# Ascensione (Francisco Camilo)
L'Ascensione è un dipinto del pittore spagnolo Francisco Camilo realizzato nel 1651 e conservato nel Museo nazionale d'arte della Catalogna di Barcellona in Spagna. Fu acquistato nel 1944 dal museo.

## Descrizione
San Giovanni Evangelista, inginocchiato in primo piano, ci introduce alla scena, mentre il resto degli apostoli, Maria Maddalena e la Vergine Maria erano estasiati nel vedere Cristo ascendere, in cima alla tela, al centro di un cielo che presto lo porterà dalla parte del Padre Eterno. Nella zona inferiore, le impronte sono impresse sulla roccia a testimonianza del suo passaggio terreno.